# Kanabród
Kanabród [kaˈnabrut] est un village polonais de la gmina de Repki dans le powiat de Sokołów et dans la voïvodie de Mazovie, au centre-est de la Pologne.
Il est situé à environ 6 kilomètres au nord-est de Repki, 13 kilomètres à l'est de Sokołów Podlaski et à 101 kilomètres à l'est de Varsovie.